# Grandes éxitos de Juan Luis Guerra y 440
Grandes Exitos de Juan Luis Guerra y 440 es un álbum recopilatorio del cantautor dominicano Juan Luis Guerra y de su banda 440. Fue publicado en 1995 y consta de temas de los primeros siete álbumes de estudio.
Entre las pistas se encuentran dos canciones del controvertido álbum Áreito que se decía que tenía tendencias anticapitalistas. Y aunque Guerra dejó de grabar canciones de protesta, incluyó estos dos temas, de los cuales El costo de la vida fue su primer éxito número uno en los Hot Latin Songs.

## Listado de pistas
1. El costo de la vida *
2. Rosalía
3. Mujer de callao
4. Visa para el sueño
5. Burbujas de amor
6. Ojalá que llueva café
7. Me enamoro de ella
8. Frío frío *
9. Como abeja al panal
10. A pedir su mano
11. La bilirrubina
12. Carta de amor
13. Bachata rosa
14. Guayaba
15. La cosquillita
16. Si tú te vas (bonus track)
17. Señorita (bonus track)

## Listas

### Listas semanales
| Listas (1995)                          | Posición |
| -------------------------------------- | -------- |
| Chile (IFPI)                           | 6        |
| Álbumes europeos (Top 100)             | 39       |
| Países Bajos (Top 100 de mega álbumes) | 13       |
| España (PROMUSICAE )                   | 3        |
| Álbumes portugueses (AFP)              | 19       |
| Top Latin Albums (Billboard)           | 10       |
| Tropical Albums (Billboard)            | 2        |
| Listas (2004)                          | Posición |
| Álbumes argentinos (CAPIF)             | 10       |

## Certificaciones
| Región | Certificación | Unidades / ventas certificadas |
| --- | ------------- | ------------------------------ |
| Argentina (CAPIF) | Platino       | 60.000 *                       |
| España (PROMUSICAE) | 3 × platino   | 300.000 ^                      |
| * Cifras de ventas basadas únicamente en la certificación. ^ Las cifras de envíos se basan únicamente en la certificación. |               |                                |